# Musée d'art de Bergen
Le musée d'art de Bergen (en norvégien : Kunstmuseene i Bergen) est le musée des beaux-arts de Bergen en Norvège.